# Ro-107
Ro-107 — підводний човен Імперського флоту Японії, який брав участь у Другій світовій війні.
Ro-107 спорудили на верфі ВМФ у Куре. У березні 1943-го по завершенні тренувань корабель включили до 7-ї ескадри підводних човнів, яка вела бойові дії в Океанії у складі Восьмого флоту.
31 березня — 12 квітня 1943-го Ro-106 здійснив перехід з Йокосуки до Рабаула (головна японська передова база в архіпелазі Бісмарка, з якої провадились операції на Соломонових островах та сході Нової Гвінеї). Невдовзі він здійснив два безрезультатні виходи на схід Соломонових островів — з 22 квітня по 14 травня та з 27 травня по 20 червня.
30 червня 1943-го Ro-107 вийшов у похід до архіпелагу Нью-Джорджія (центральна частина Соломонових островів), де висадились союзники. 6 липня отримали останню радіограму з човна, після чого він зник з усіма 42 членами екіпажу. Обставини загибелі Ro-103 залишились нез'ясованими.